# 蔓生黄堇
蔓生黄堇（学名：Corydalis vermicularis）为罂粟科紫堇属下的一个种。

## 扩展阅读
- 維基物種上的相關：蔓生黄堇